# Geschlechtliche Fortpflanzung
Die geschlechtliche oder sexuelle Fortpflanzung ist eine Variante der Fortpflanzung von Eukaryoten (Lebewesen mit Zellkern), bei der im Wechsel Zellkerne miteinander verschmelzen (Karyogamie), wobei sich die Anzahl der Chromosomen im Kern (der Ploidiegrad) verdoppelt, und bei einer besonderen Form der Kernteilung, der Meiose oder Reduktionsteilung, die Chromosomenzahl wieder halbiert wird. Dieser Wechsel zwischen einer haploiden und einer diploiden Phase wird als Kernphasenwechsel bezeichnet.
Die meisten Eukaryoten bilden spezielle Gameten (Geschlechtszellen), die bei der Befruchtung zu einer Zygote verschmelzen, in welcher dann die Karyogamie erfolgt. Beim Menschen und bei den meisten sonstigen Eukaryoten sind die Gameten als weibliche und männliche differenziert. Vielfach (etwa bei vielen Algen) unterscheiden sie sich äußerlich jedoch nicht, weshalb man dort nicht von Geschlechtern, sondern von Paarungstypen spricht, von denen auch mehr als zwei vorhanden sein können. Pilze bilden keine Gameten; bei ihnen erfolgt die Befruchtung, indem Hyphen apikal (an den Spitzen) miteinander verschmelzen oder hierzu spezielle vielkernige Geschlechtsorgane (Gametangien) ausgebildet werden (siehe Pilze#Sexuelle Fortpflanzung).
Die Geschlechter können getrennt bei verschiedenen Individuen auftreten oder bei einem Individuum zugleich (Hermaphroditismus). Letzteres ist bei den meisten Pflanzen und bei vielen wirbellosen Tieren der Fall.
Neben der zweigeschlechtlichen oder bisexuellen Fortpflanzung tritt bei vielen Eukaryoten auch eine eingeschlechtliche oder unisexuelle Fortpflanzung auf, indem aus weiblichen Geschlechtszellen ohne Befruchtung neue Individuen hervorgehen (Parthenogenese bzw. Apomixis). Von diesen beiden Formen der geschlechtlichen Fortpflanzung wird die ungeschlechtliche oder asexuelle Vermehrung unterschieden, bei der der Ploidiegrad unverändert bleibt.
Geschlechtliche Fortpflanzung kommt bei den meisten Eukaryoten zumindest gelegentlich vor. Indem es dabei von Generation zu Generation zu einer Rekombination von Erbanlagen (Genen) kommt, erhöht sie die genetische Vielfalt innerhalb der Population. Fast immer, jedoch nicht zwingend, ist sie mit einer Vermehrung (Zunahme der Individuenzahl) verbunden.
Das Reproduktionssystem eines Organismus, auch Fortpflanzungssystem genannt, ist das biologische System, das aus allen an der geschlechtlichen Fortpflanzung beteiligten anatomischen Organen besteht.

## Vorteile
Da die Aufteilung der Chromosomen bei der Meiose zufällig geschieht, werden bei der geschlechtlichen Fortpflanzung die Gene der Eltern an die Nachkommen vermischt weitergegeben. Dadurch ergibt sich eine Vielzahl von Genkombinationen bei den Nachkommen, die im Sinne der Evolutionstheorie neu angepasste Individuen sein können. Die damit verbundene schnellere Anpassungsrate ist dabei eher unter widrigen Umweltbedingungen mit hohem Selektionsdruck von Vorteil.
Als evolutionärer Vorteil der geschlechtlichen Fortpflanzung (im Vergleich zur ungeschlechtlichen Vermehrung) wird die hohe Anzahl der Kombinationsmöglichkeiten elterlicher Gene bei den Nachkommen angesehen. Daneben ist es von Vorteil, wenn ein Individuum zwei Gene desselben Typs (Allele) trägt, so dass eine nachteilige Mutation in einem Gen für das Individuum nicht immer zum Tragen kommen muss, da die Chance besteht, dass die Funktion durch das andere Gen ersetzt wird. Die Trisomien beim Menschen deuten allerdings an, dass dieses nicht immer mit Vorteilen verbunden sein muss.
Sexuelle Fortpflanzung und Rekombination des Erbguts verringern die Wahrscheinlichkeit für Muller’s ratchet, d. h. die Anhäufung schädlicher Mutationen im Laufe der Zeit bei asexueller Reproduktion. Dies wird u. a. durch Befunde bei Wasserflöhen gestützt, die sich sowohl geschlechtlich, als auch ungeschlechtlich fortpflanzen können.
Schließlich reduziert sie den Wettbewerb zwischen vorteilhaften Allelen auf unterschiedlichen Genen. Zwei unabhängig voneinander entwickelte nützliche Mutationen können sich irgendwann in einem Individuum vereinen, während bei der ungeschlechtlichen Vermehrung eine von beiden zwangsläufig verdrängt wird („Clonal Interference“).

## Nachteile
Es ist nicht genau bekannt, warum sich sexuelle Fortpflanzung in der Natur entwickelt hat. Immerhin ist asexuelle Fortpflanzung viel weniger energieaufwändig: Es wird kein zweites (männliches) Geschlecht benötigt; es müssen keine großen Keimzellen erzeugt werden und schließlich ist sie bezüglich der Vermehrung sexueller Fortpflanzung überlegen. Der Evolutionsbiologe John Maynard Smith arbeitete heraus, dass nach vier Generationen der Parthenogenese ein Weibchen fast viermal mehr Nachwuchs produziert haben wird als ein sich sexuell fortpflanzendes Paar. Ungeschlechtliche Vermehrung und Selbstbefruchtung haben außerdem den Vorteil, dass sie auch bei sehr geringen Populationsdichten funktionieren. Wenn fremde Gameten fehlen (fehlende Bestäubung, geringe Populationsdichte) wechseln daher manche Tier- und Pflanzenarten zu diesen Vermehrungsarten. Wenn die Dichte einer Population unter eine bestimmte Grenze fällt, besteht bei Arten, die sich obligatorisch durch Xenogamie (Fremdbefruchtung) vermehren, die Gefahr des Aussterbens der Art.